# Губино (Бєжаницький район)
Губино (рос. Губино) — присілок в Бєжаницькому районі Псковської області Російської Федерації.
Населення становить 5 осіб. Входить до складу муніципального утворення Бєжаницьке муніципальне утворення.

## Історія
Від 2005 року входить до складу муніципального утворення Бєжаницьке муніципальне утворення.

## Населення
| 2001 | 2002 | 2010 |
| ---- | ---- | ---- |
| 1    | ↗6   | ↘5   |